# フェラーリ・312PB

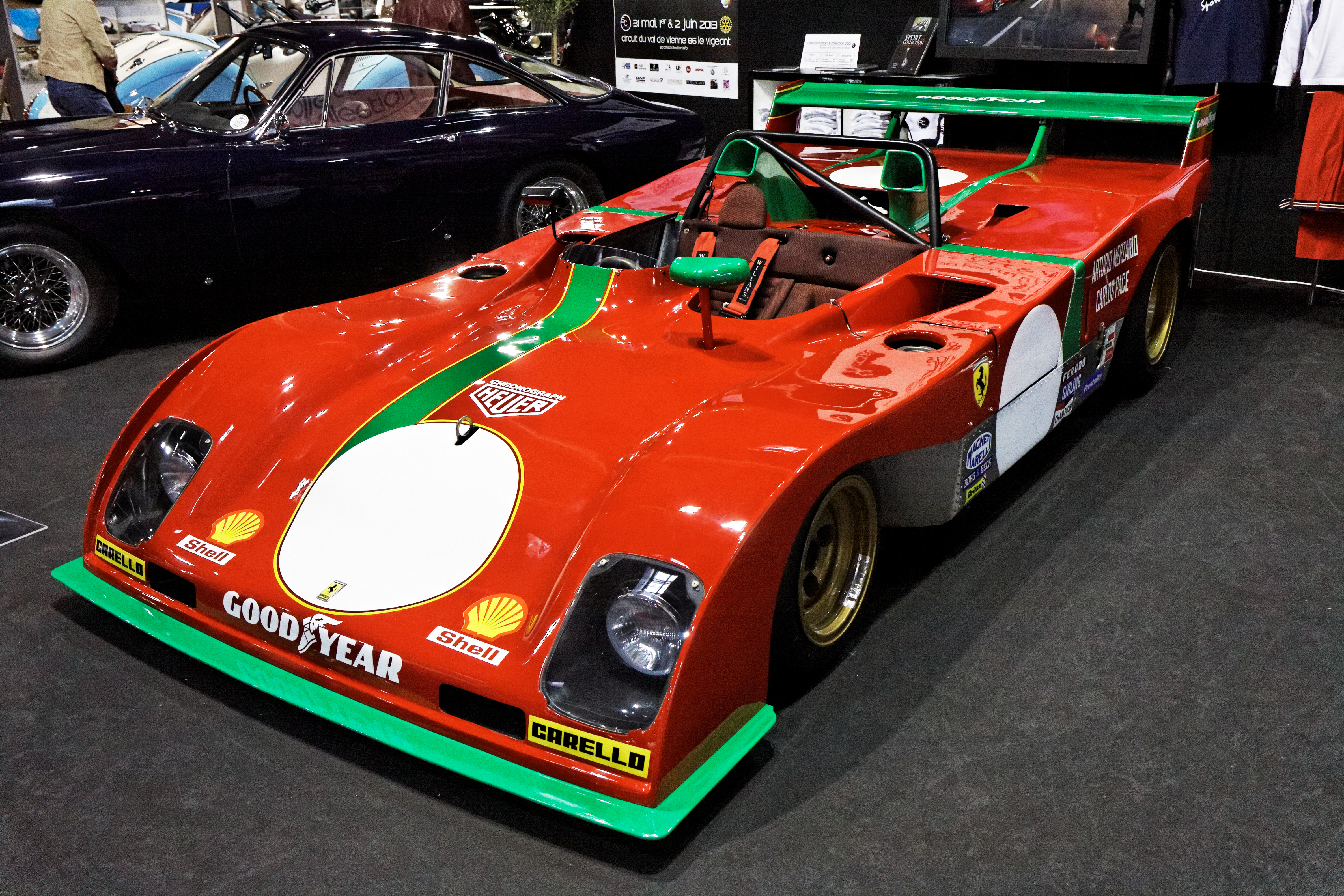
312PB

フェラーリ・312PB (Ferrari 312PB) は、1971年から1973年のスポーツカー世界選手権を戦うために、フェラーリが開発したプロトタイプレーシングカーである。

## 概要

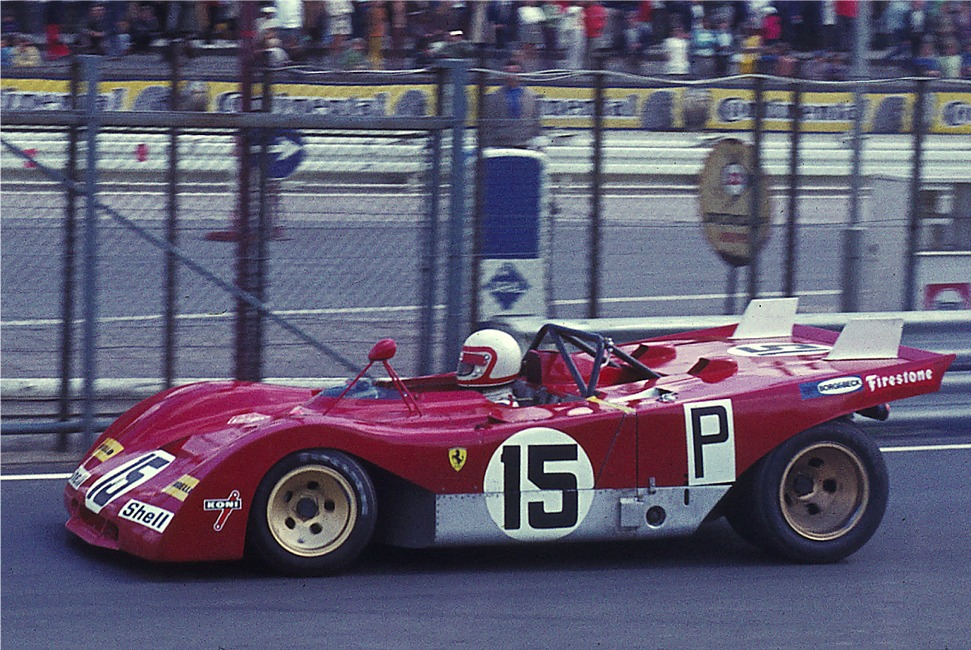
1971年 ニュルブルクリング1000kmでの312PB

国際自動車連盟 (FIA) は1972年より選手権対象を排気量3,000cc以下のオープンプロトタイプに変更することを決定し、これにより、3,000-5,000ccクラスのマシンが締め出されることになった。ポルシェは名車917を擁して1969年-1971年まで世界選手権を3連覇したのち、1972年から北米のカナディアン-アメリカン・チャレンジカップ (Can-Amシリーズ)へ転身した。一方のフェラーリは5,000ccの512で1970年と1971年を戦いながら、並行して3,000ccの新車312PBを開発し、1972年より本格投入する計画を立てた。
開発は1970年から始められ、その年に登場したフォーミュラ1（F1）の312Bに搭載されたエンジンをデチューンして使用された。このエンジンは、1969年の312Pの60度V型12気筒とは別物の、180度V型12気筒2,991cc4カムで、1気筒あたり4バルブを持っていた。
特筆すべきはこのエンジンのクランクベアリングが4つしかないことで、これは長いクランクシャフトと、フライホイールの間にラバーダンパーを挿入することによって、クランク自体の振り振動が少なくなったため可能になった。
またカム駆動がそれまでのチェーンから、ギアトレーンへ変更された。ギアトレーンはチェーン駆動より振動などの問題は増えるが、高回転でのバルブタイミングの正確さを求めたためといわれる。これらにより摩擦ロスが抑えられた結果、最高回転数は10,000rpmを超えることになった。
燃料供給は、312Pと同じくルーカス製の機械式燃料噴射装置、点火装置もマニエッティ・マレリのトランジスタ点火装置、ディノプレックスを採用していた。
最高出力は、F1仕様の480hp/12,600rpmに対して、440hp/10,800rpm（1971年仕様）と発表された。
シャーシは、それまでのフェラーリ・スポーツプロトタイプカーと同じく、鋼管スペースフレームにアルミパネルをリベット止めした、通称「エアロ」と呼ばれるセミモノコックで、左側のサイドシル部分に120リットル入りの燃料タンクを搭載した。これは右側に乗るドライバーとのバランスを取るためといわれている。ホイールベースは2,220mmで312Pより150mm短い。
エンジンはサブフレームに取り付けられるが、F1と同じくエンジン/ミッションが構造体の一部として、リアの足回りを支える設計になっている。
サスペンションは、基本構成は330P2からの足回りを踏襲し、フロントがダブルウィッシュボーンとコイル・ダンパー、リアがIアームと逆Aアームの4リンク/コイル・ダンパーの組み合わせ。
ボディワークは512Mの風洞テストの結果からデザインされ、形状はオープンボディのみ。開発時はアルミ製だったが実戦用は繊維強化プラスチックで製造された。車両重量は発表時585kgで、312Pより100kgほど軽かった。

### 1971年の戦績
1970年に312PBは3台製作され、1台が実戦に向けシェイクダウンテストを行った。フェラーリは1971年をテストの年と割り切り、レースには1台のみを参戦させていたが、第1戦のブエノスアイレス1000kmでイグナツィオ・ギュンティが事故死するという最悪のデビューとなった。
312PBはシーズンを通して1発の速さはあったが、耐久性の低さを露呈した。この結果フェラーリは1972年に向け、速さより耐久性の向上へ開発の目を向けることになった。
※（）内は車体番号。
国際メーカー選手権
- 第1戦　ブエノスアイレス1000km：（0874）リタイア
- 第2戦　デイトナ24時間レース：出場せず
- 第3戦　セブリング12時間：（0878）リタイア（5時間目まで1位）
- 第4戦　BOAC1000km：（0878）2位
- 第5戦　モンツァ1000km：（0878）リタイア
- 第6戦　スパ・フランコルシャン1000km：（0878）8位
- 第7戦　タルガ・フローリオ：出場せず
- 第8戦　ニュルブルクリンク1000km：（0878）リタイア
- 第9戦　ル・マン24時間レース：出場せず
- 第10戦　オーストリア1000km：（0878）リタイア（149周目まで1位）
- 第11戦　ワトキンスグレン6時間：（0878）リタイア

ノンチャンピオンシップ戦
- イモラ500km（インターセリエ第6戦）：（0878）第1ヒート1位、決勝リタイア
- キャラミ9時間：（0880）優勝、（0882 or 0884）2位

## 312PB/72

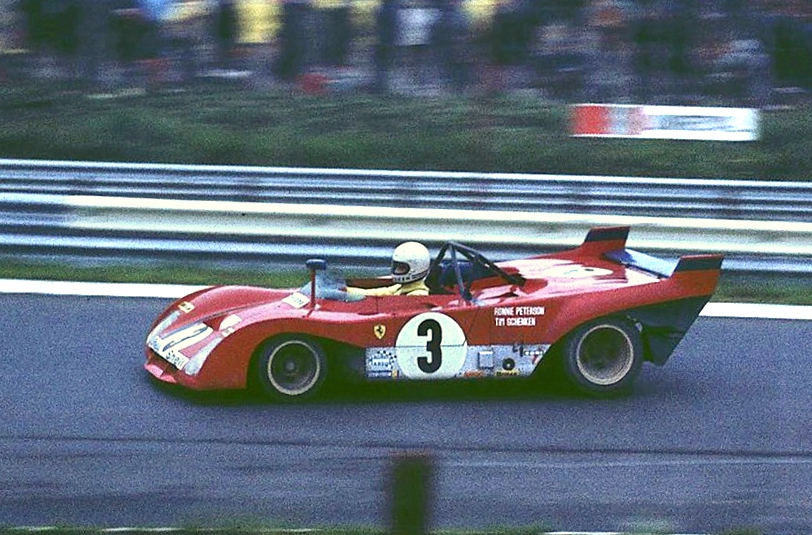
1972年 ニュルブルクリング1000kmでの312PB"0886"

1972年のレギュレーションではそれまでグループ6と呼ばれていたカテゴリーをグループ5へ移行し、名称もスポーツカーへ改められた。また最低重量の制度が復活した。
1971年からの変更点は、エンジン出力の向上（440hpから450hp）、ギアボックスの分割化、シャーシの強化、燃料タンクの分割化、タイヤのロープロファイル化によるカウリングの形状変更などが挙げられる。
さらにチーム体制に大きな変更があった。1972年から3台を1レースに出場させる体制であったが、3台を1チームで2チーム編成（つまり6台）し、片方のチームがレースに出場しているとき、もう片方のチームはマラネロでマシンのプリペアに専念するという体制が敷かれた。これが1972年に功を奏することになった。従来のフェラーリのスポーツプロトタイプカーは、新車のうちは速いが、シーズンを通して明らかにプリペアが足らずリタイアに追い込まれるというパターンがあったが、ここで漸く勝てるチーム体制になったといえる。
またドライバーも、耐久レースの性格上、シートポジションなどの調整時間を省くため背格好の似た選手が組み合わされた。

### 1972年の戦績
1972年は、前年の準備期間とチーム体制が功を奏し、出場レースに全て優勝し、ル・マンの前にシリーズタイトルを決定するという快挙を成し遂げた。
世界メーカー選手権
- 第1戦　ブエノスアイレス1000km（0886）：1位　（0884）：2位　（0882）：10位
- 第2戦　デイトナ6時間：（0888）1位　（0892）2位　（0890）4位
- 第3戦　セブリング12時間：（0882）1位　（0886）2位　（0884）リタイア
- 第4戦　BOAC1000km：（0888）1位　（0894）2位　（0890）5位
- 第5戦　モンツア1000km：（0882）1位　（0886）3位　（0884）リタイア
- 第6戦　スパ・フランコルシャン1000km：（0894）１位　（0888）2位　（0890）リタイア
- 第7戦　タルガ・フローリオ：（0884）1位（1台のみ出場）
- 第8戦　ニュルブルクリング1000km：（0886）1位　（0890）2位　（0882）リタイア
- 第9戦　ル・マン24時間：出場せず
- 第10戦　オーストリア1000km：（0888）1位　（0896）2位　（0894）3位　（0884）4位（このレースのみ4台出場）
- 第11戦　ワトキンスグレン6時間：（0896）1位　（0894）2位　（0892）リタイア

ノンチャンピオンシップ戦
- イモラ500km：（0890）1位　（0896）2位　“0896”は1973年仕様との資料あり
- キャラミ9時間：（0890）1位　（0896）リタイア

## 312PB/73

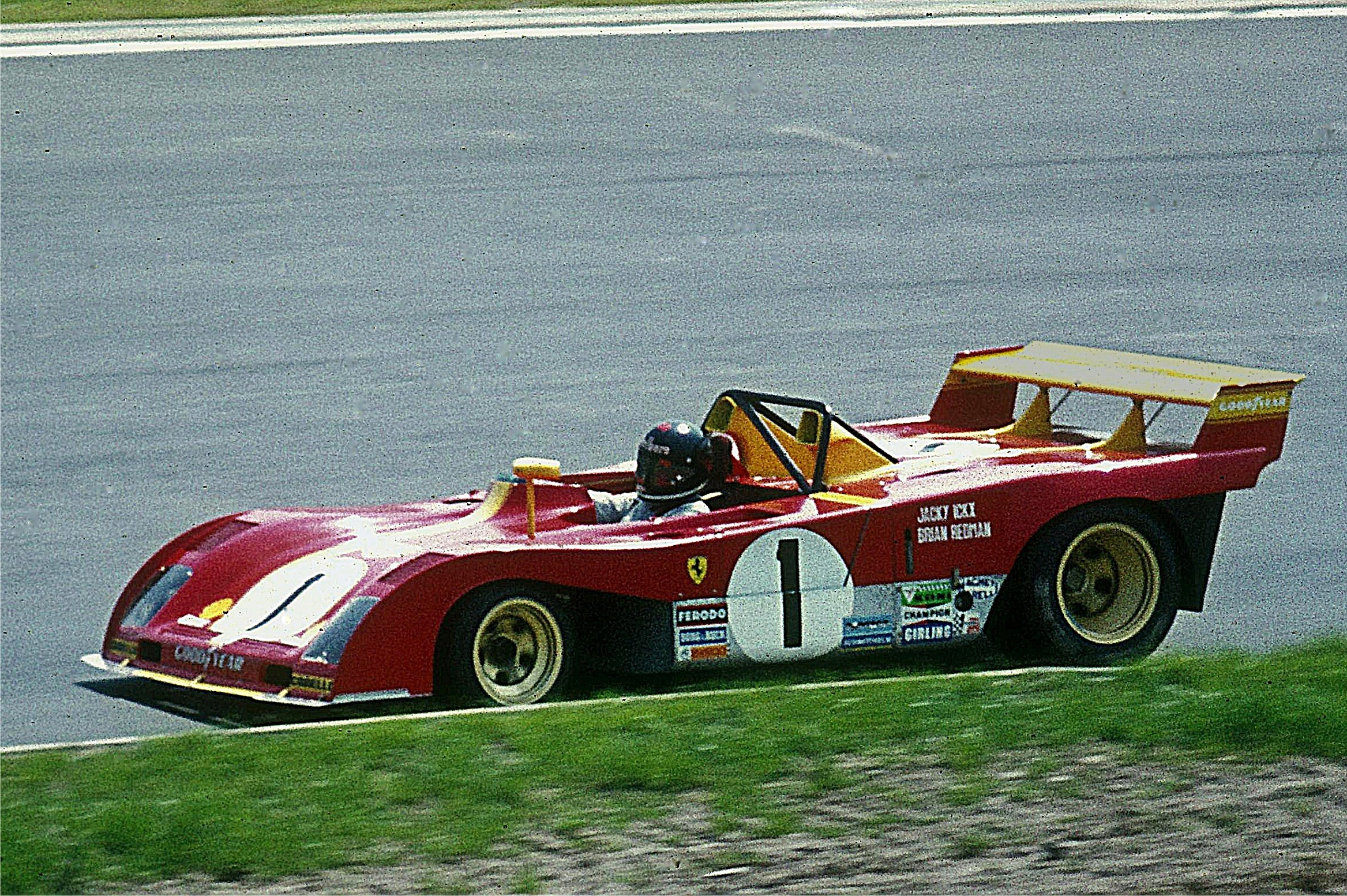
1973年 ニュルブルクリング1000kmでの312PB"0888"

1972年型からの変更点は、エンジンがF1仕様のものと同じボアφ80mm×ストローク49.6mmへ変更されたことで、総排気量は2,992cc、最高出力460hp/11,000rpmへ向上していた。インダクションボックスの追加、マニフォールドの形状及び長さの変更によって、常用回転数の拡大が図られた。
シャーシは、ロードホールディングの向上をもくろみ120mm延長され2,340mmになった。駆動系に目立った変更点はないが、リアブレーキがバネ下重量軽減のためインボード化され、それに伴いリアサスペンションのロアアームが逆Aアームからパラレルアームへ変更された。
ボディはダウンフォースの増加を狙い、シュトゥットガルト工科大学の風洞設備を使用して決定された。その結果1972年型のノーズにあった、用途不明のエアインテークは廃止され、ノーズ中央後部が凹んだ形状にされた。リアカウルも上面がよりフラットな形状にされ、リアウイングがより高い位置にマウントされた。
使用タイヤが、前年使用していたファイアストンのレース撤退により、グッドイヤーへ変更になった。
なおこれらの変更は全て前年使用されたマシンに改良が加えられ、新たに312PBが製造されることはなかった。また、使用台数も前年の8台から5台へ減らされ、レースによって3台と2台を使い分けることになった。減らされた3台はプライベーターとコレクターへ売却された。

### 1973年の戦績
1973年の耐久選手権には、1972年のル・マン24時間レースで優勝したマトラが全戦出場の体制を明らかにしており、そのマトラMS670Bに搭載されるV12エンジンは475hpを発生するといわれた。エンジン出力だけで見た場合、フェラーリ312PBとマトラMS670Bはほぼ同性能であり、互角の戦いをすると見られていたが、1973年のフェラーリチームは、親会社のフィアットの意向でレース活動の予算を大幅に減らされてしまった。
第1戦にあたる、デイトナ24時間は資金不足（と言われる）のため不参加となり、第2戦のヴァレルンガ6時間から参戦した。だが、序盤は1973年型の延長されたホイールベースが原因のアンダーステアを克服できず、マトラの後塵を拝した。
この年の選手権は、11戦中上位8戦のポイント合計で争う有効ポイント制が導入されていたが、最終戦が開催されなかったため、10戦中7戦の有効ポイントでチャンピオンが決定されることになり、その結果、有効ポイントで勝るマトラに、マニファクチュアラーズチャンピオンを明け渡す結果になった。翌年のル･マンでもマトラは優勝したが、皮肉にもマトラは、スポーツカーレースに入れ込みすぎた結果、マトラ・オートモビルの屋台骨を傾かせる結果になった。
その後スクーデリア・フェラーリは、フィアットのレース予算縮小の決定を受け、F1一本に絞った活動の結果、1974年以後F1で目覚しい活躍をすることになる。なお、312PBは1974年に向けた改良がなされており、予算縮小がなければ、1974年もワークスでレースに参加したであろうと言われている。1974年型に改良されたマシンは、プライベーターへ売却されレースに参戦した。
世界メーカー選手権
- 第1戦　デイトナ24時間：出場せず
- 第2戦　ヴァレルンガ6時間：（0894）2位　（0888）3位　（0892）4位
- 第3戦　ディジョン1000km：（0890）2位　（0892）4位
- 第4戦　モンツア1000km：（0888）1位　（0894）2位　（0896）リタイア
- 第5戦　スパ･フランコルシャン1000km：（0890）4位　（0888）リタイア
- 第6戦　タルガ･フローリオ：（0892、0894）リタイア
- 第7戦　ニュルブルクリング1000km：（0888）1位　（0890）2位
- 第8戦　ル・マン24時間：（0896）2位　（0892、0888）リタイア
- 第9戦　オーストリア1000km：（0896）3位　（0890）6位
- 第10戦　ワトキンズグレン6時間：（0896）2位　（0890）3位　（0892）リタイア
- 第11戦　ブエノスアイレス1000km：レース中止（アルゼンチンの政情不安のため）

## ドライバー
- ジャッキー・イクス（1971年 - 1973年）
- クレイ・レガツォーニ（1971年 - 1972年）
- マリオ・アンドレッティ（1971年 - 1972年）
- アルトゥーロ・メルツァリオ（1971年 - 1973年）
- イグナツィオ・ギュンティ（1971年ブエノスアイレス1000km）
- ブライアン・レッドマン（1972年 - 1973年）
- ティム・シェンケン（1972年 - 1973年）
- ロニー・ピーターソン（1972年）
- サンドロ・ムナーリ（1972年タルガ・フローリオ、オーストリア1000km）
- ヘルムート・マルコ（1972年オーストリア1000km）
- ホセ・カルロス・パーチェ（1972年オーストリア1000km、1973年）
- カルロス・ロイテマン（1973年）